# جيسون ليبريت
جيسون ليبريت (Jason Liebrecht) (اسمه الكامل إرنيستو جيسون ليبريت (Ernesto Jason Liebrecht)) هو مؤدي أصوات أمريكي ولد في 11 يوليو 1973 في أوستن, تكساس.

## أدواره في الأنمي

### مسلسلات أنمي تلفزيونية
- أسطول الزجاج - فيتي
- ون بيس - روب لوتشي
- دي جرايمان - لافي, كونت الألفية
- داركر ذان بلاك: المقاول الأسود - هيه
- غوست هنت - جون براون
- تسوباسا كرونيكل - شاوران
- بلاك كات - ترين هارتنت
- موشيشي - زين (جسر ليلة واحدة)
- الرمية الكبرى - كيوهيه أكيمارو
- بازيليسك: لفائف نينجا كوغا - كيساراغي سايمون
- سكول رمبل - هاري ماكنزي
- باكانو! - لاك غاندور, غيرد أفارو
- ترينيتي بلاد - رادو بارفون
- سولتي راي - آشلي لينكس
- كينيتشي: التلميذ الأقوى - ناتسو تانيموتو/هيرميت
- عدن الشرق - أكيرا تاكيزاوا
- فتاة الجحيم - سنتارو
- دراغون بول كاي - جيس
- دراغون بول سوبر - تشامبا
- الخادم الأسود - فينيان/فيني
- الخادم الأسود 2 - فينيان/فيني
- C - كو سينوزا
- إندكس معينة خاصة بالسحر - آوريولوس إيزارد
- شاكوغان نو شانا III(فاينل) - تيزكاتليبوكا
- كارد كابتور ساكورا: بطاقات كلير - لي شاوران
- بوبتيبيبيك - بيبيمي (الحلقة 6B)
- أكا: قسم التفتيش الخاص بالقطاع 13 - ليليوم
- أورينج - هيروتو سوا
- توكين رانبو: هانامارو - موتسونوكامي يوشيوكي
- توكين رانبو: هانامارو: الموسم الثاني - موتسونوكامي يوشيوكي
- ناينتي ون دايز - سيربينتي
- نوراغامي - ياتو
- نوراغامي ARAGOTO - ياتو
- أكاديميتي للأبطال - دابي

### أوفا أنمي
- إيسيكاي نو سيكيشي مونوغاتاري - كينشي ماساكي

### أفلام أنمي
- فيلم خيميائي الفولاذ: محتل شامبالا - ألفونس هايدريخ
- تسوباسا كرونيكل: أميرة بلد أقفاص الطيور - شاوران
- إكس إكس إكس هوليك: حلم ليلة منتصف الصيف - شاوران
- سمر وورز - ريوهيه جينّوتشي

## أدواره في ألعاب الفيديو
- سلسلة ألعاب ستريت فايتر
  - ستريت فايتر IV - إيبل
  - سوبر ستريت فايتر IV - إيبل
  - سوبر ستريت فايتر IV آركيد إديشن - إيبل
  - ألترا ستريت فايتر IV - إيبل
  - ستريت فايتر V - إيبل
  - ستريت فايتر V آركيد إديشن - إيبل
- ستريت فايتر X تيكن - إيبل

## وصلات خارجية
- جيسون ليبريت على موقع IMDb (الإنجليزية)
- جيسون ليبريت على موقع قاعدة بيانات الفيلم (الإنجليزية)
- جيسون ليبريت على موقع ANN person (الإنجليزية)